# Fundort

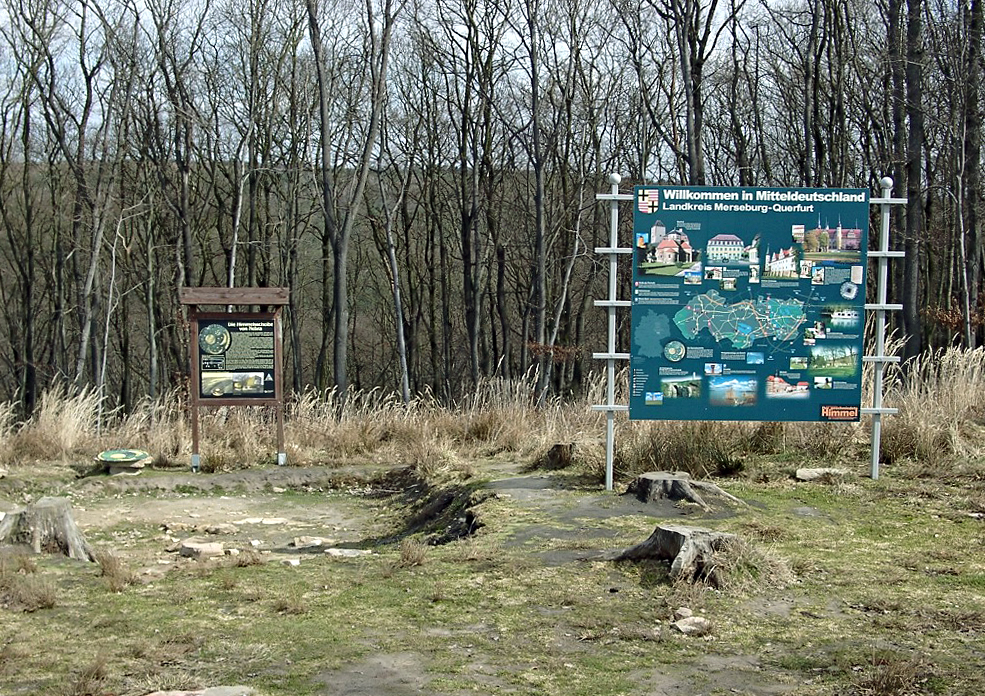
Der Fundort der Himmelsscheibe von Nebra (April 2006)

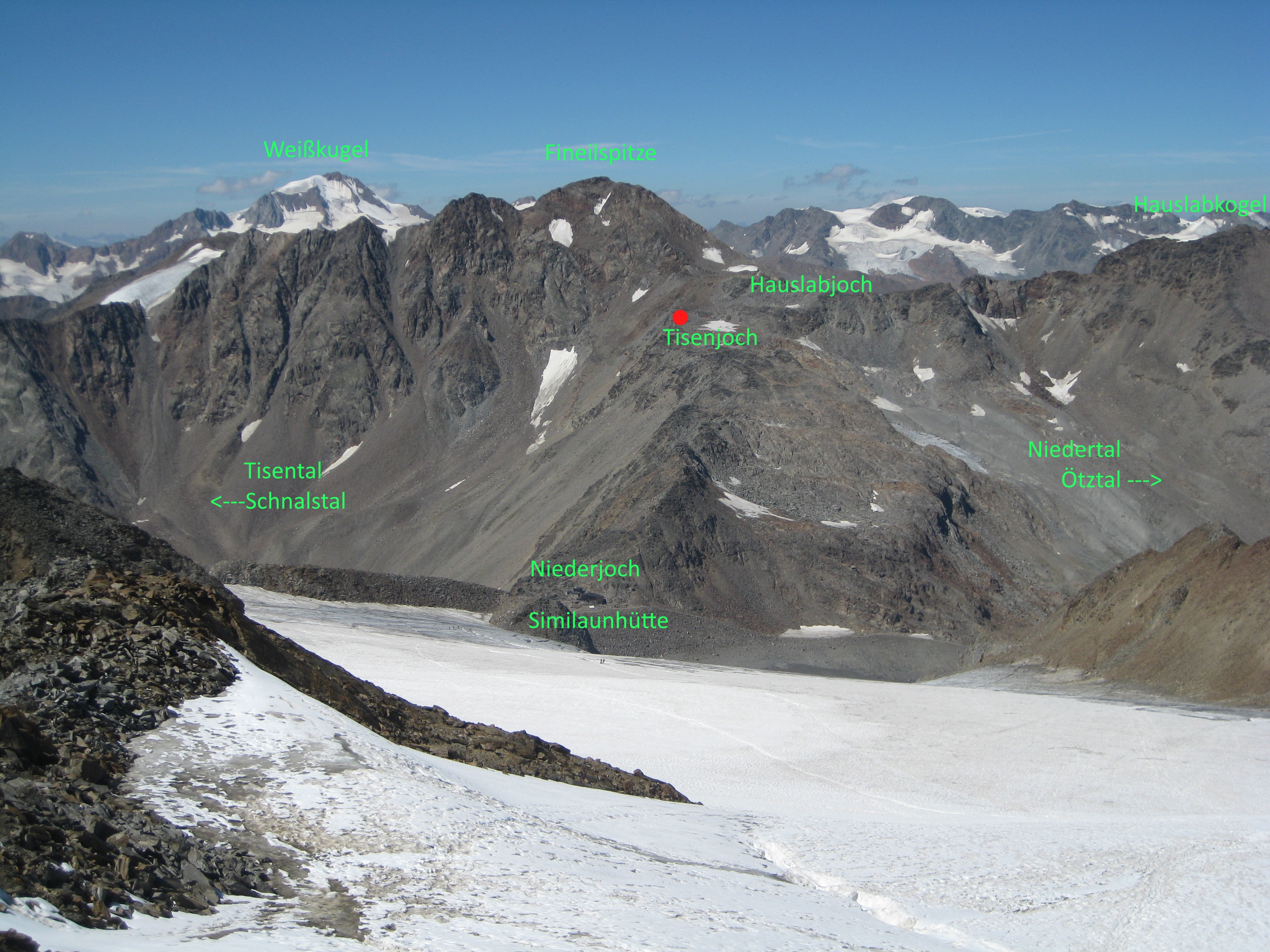
„Ötzi“-Fundstelle (Tisenjoch)

Als Fundort (auch Fundstelle) bezeichnet man den Ort oder die Stelle, an dem ein Fund gemacht wurde.

## Wissenschaften, in denen Forschung durch Auswertung von Fundstücken betrieben wird
Wissenschaften, in denen Forschung durch Auswertung von Fundstücken betrieben wird (Archäologie, Mineralogie, Paläontologie, Botanik, Zoologie), erfordern die Erfassung und Dokumentation des Fundortes als wichtigen Bestandteil sachgemäßen wissenschaftlichen Arbeitens. Oft lässt ein Fundstück nur in Verbindung mit einer Fundortangabe eine wissenschaftliche Aussage zu, die Zuordnung des Fundortes zu einem bestimmten Fundstück muss deshalb in jedem Fall dauerhaft gewährleistet sein.
Eine exakte Fundortangabe ist durch Erfassung der geographischen Koordinaten möglich (z. B. mit Global Positioning System), je nach Erfordernissen sind aber weitere Angaben notwendig, etwa die Grabungstiefe bei archäologischen Funden. Fundortangaben in Form geographischer Bezeichnungen waren üblich, als technische Möglichkeiten einer einfachen Erfassung der Koordinaten noch nicht zur Verfügung standen. Diese sind aber oft zu ungenau und im Falle politischer Bezeichnungen einem Wandel unterworfen, so dass die Einordnung von Funden früherer Jahrhunderte problematisch sein kann.

## Wissenschaftliche Arbeiten
In wissenschaftlichen Arbeiten wird als Fundort (oder Fundstelle) eine Quellenangabe bezeichnet, d. h. ein Ort, auf den der Autor eine Referenzierung im Text vornimmt. Dies kann zum Beispiel ein Standardwerk als Quelle sein, aber auch eine Fundstelle aus dem Internet, aus (wissenschaftlichen) Zeitungen oder aus Expertenbefragungen. Wichtig ist, dass der Autor die Fundstelle korrigiert wiedergibt. In der Praxis hat sich hierfür der Hinweis „vergleiche“ (abgekürzt vgl.) eingebürgert, gefolgt von der jeweiligen Quellenangabe.

## Bergbau
Im Bergbau bezeichnet man den Fundort von Bodenschätzen, die industriell abgebaut werden können, als Lagerstätte. Die Qualität von Bodenschätzen, z. B. von Erzen und Erdöl, unterscheidet sich oft stark je nach Fundort.

## Recht
Im deutschen Privatrecht wird durch den Fundort bestimmt, auf welche Gemeinde das Eigentum an einer Fundsache übergeht, sollte der Finder auf sein Recht zum Erwerb des Eigentums an der Fundsache verzichten (§ 976 BGB). Vom Fundort ist außerdem abhängig, welches (nationale) Fundrecht überhaupt auf den Fundsachverhalt anzuwenden ist (Art. 43 EGBGB).
Der Fundort ist in der Kriminalistik der Ort, an welchem Gegenstände, Sachen oder Personen aufgefunden werden, die mit einer Straftat in Verbindung stehen oder gebracht werden können. Ob der Fundort, beispielsweise im Fall eines Leichenfundes, zugleich der Tatort war, lässt sich durch eine rechtsmedizinische Untersuchung ermitteln.
Als Fundstelle wird in der Rechtswissenschaft die Literatur- oder Zeitschriftenquelle bezeichnet, in der eine Norm, eine gerichtliche Entscheidung oder eine wissenschaftliche Abhandlung gefunden werden kann (Rechtsquelle).